# 175419 Albiesachs
175419 Albiesachs è un asteroide della fascia principale. Scoperto nel 2006, presenta un'orbita caratterizzata da un semiasse maggiore pari a 3,1289419 UA e da un'eccentricità di 0,1263613, inclinata di 5,56111° rispetto all'eclittica.